# التلفزة في دولة فلسطين

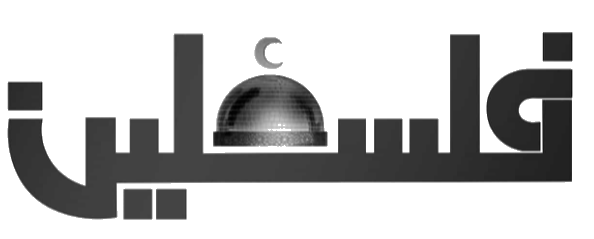

التلفزة في دولة فلسطين - ظهرت التلفزة في دولة فلسطين في أواخر القرن العشرين، وهي وسيلة إعلامية تحاول من خلالها دولة فلسطين والمنظمات التابعة لها نقل الواقع الفلسطيني للداخل والخارج، وعلى الرغم من تنوع القنوات التلفزيونية وبرامجها المختلفة ما بين اجتماعية وترفيهية وتعليمية ودينية، إلا أنها تحمل مسحة سياسية وهو الأمر الذي فرضته الظروف على المنطقة، وتتنوع القنوات في التلفزة الفلسطينية ما بين قنوات محلية وأخرى فضائية، والأخيرة منها ما يبث من داخل البلاد ومنها ما يبث من الخارج.

## تاريخ التلفزة الفلسطينية.
عرفت دولة فلسطين التلفزة كوسيلة إعلامية مرئية تقريباً بعد توقيع اتفاق أوسلو، حيث ظهر في البداية البث التلفزيوني الخاص لعدد من القنوات. وكانت هذه القنوات تبث على تردد محلي حول مدنها. كان لدى كل مدينة فلسطينية في الضفة الغربية تقريبًا محطة تلفزيون محلية واحدة على الأقل تغطي أخبارها المحلية. ثم تطور الأمر وظهرت قنوات يتم بثها في كافة ربوع دولة فلسطين وليس في مدينة بعينها، واستمر هذا التطور حتى ظهور القنوات الفضائية. وإلى جانب القناة الفلسطينية الرسمية، تلفزيون فلسطين، هناك قنوات مستقلة مثل قناة معاً، وقنوات اجتماعية وترفيهية مثل الفلسطينية، وقنوات متخصصة مثل قناة النجاح التابعة لجامعة النجاح، وقناة القدس التعليمية. كما توجد قنوات حزبية مثل قناة فلسطين اليوم التابعة لحركة الجهاد الإسلامي الفلسطينية، وقناة الأقصى والقدس التابعة لحركة حماس، وقناة العودة التابعة لحركة فتح، وغيرها من قنوات أخرى تبث من الداخل ومن خارج فلسطين.

## قائمة قنوات التلفزة الفلسطينية[3][4][5]
تتضمن القائمة أشهر القنوات التلفزيونية في دولة فلسطين
- قناة مساواة - تاسست عام 2010م - قناة فضائية
- تلفزيون فلسطيني - تأسست عام 2015م - قناة فضائية
- تلفزيون كل الناس - تأسست عام 2013م - محلية
- قناة عودة - تأسست عام 2010م - قناة فضائية
- قناة معاً - تاسست عام 2010م - قناة فضائية
- تلفزيون الأونروا - تأسست عام 2010 - قناة فضائية
- قناة الكتاب - تاسست عام 2010م - قناة فضائية
- قناة فلسطين اليوم - تأسست عام 2010م - قناة فضائية
- قناة الفلسطينية - تاسست عام 2009م - قناة فضائية
- قناة القدس - تأسست عام 2008م - قناة فضائية
- فضائية الاقصي - تأسست عام 2006م - قناة فضائية
- تلفزيون الشراع - تاسست عام 1997م - قناة محلية
- تلفزيون طولكرم المركزي - تاسست عام 1996م - قناة محلية
- تلفزيون سنابل - تأسست عام 1995م - قناة محلية
- تلفزيون آفاق - تأسست عام 1995م - فناة محلية
- تلفزيون الفجرالجديد - تأسست عام 1995م - قناة محلية
- تلفزيون نابلس - تاسست عان 1994م - قناة محلية
- قناة فلسطين الفضائية - تاسست عام 1994م - قناة فضائية
- تلفزيون بلاد - تاسست عام 1994م - قناة محلية.
- تلفزيون السلام - تأسست عام 1991م - قناة محلية.

## انظر ايضاً.
- الهيئة العامة للإذاعة والتلفزيون الفلسطينية.
- قائمة المحطات التلفزيونية المحلية.